# David Livingstone
David Livingstone (Blantyre, 1813. március 19. – Bangweulu-tó, 1873. május 1.) skót misszionárius orvos, a Londoni Misszionárius Társaság tagja, Közép-Afrika kutató. Ő volt az első európai, aki megpillantotta a Viktória-vízesést, melyet a brit uralkodóról, Viktória királynőről nevezett el.
Livingstone a 19. század végi viktoriánus Nagy-Britannia talán legnépszerűbb nemzeti hőse volt. Misztikus helyzete számos, egymáshoz szorosan kapcsolódó tényező következtében alakult ki: a protestáns misszionárius-mártír, a munkásosztály soraiból kiemelkedett ifjú, a tudományos kutató és felfedező, a birodalmi reformer, a rabszolgaság ellen küzdő harcos és a birodalmi gazdasági érdekek védelmezője.
Megszállott kutatóként a Nílus forrását kereste, kutatásai a klasszikus európai földrajzi felfedezések és az afrikai földrészre történő európai gyarmati behatolások betetőzését jelentették. Ugyanakkor misszionárius célú útjai, „eltűnése”, majd Afrikában bekövetkezett halála, az azt követő megdicsőülése és 1874-es posztumusz nemzeti hőssé avatása előmozdította számos afrikai keresztény misszió létrejöttét az Afrikáért folyó harc időszakában.

## Ifjúkora
Protestáns családban, a skóciai Lanarkshire tartomány Blantyre malomvároskájában született. A családról úgy vélik, hogy a skót felföldi Livingstone-ok leszármazottja. Apja Neil Livingstone (1788-1856), anyja Agnes Livingstone (1782-1865) volt. David, a család többi tagjához hasonlóan, a helyi gyapotmalomban dolgozott 12 órás műszakokban.
David Livingstone apja vallásos ember volt, vasárnapi iskolai tanító és antialkoholista harcos, aki házhoz járó teakereskedőként osztotta keresztény röpiratait, olvasmányai teológiával, utazással és misszionárius vállalkozásokkal voltak kapcsolatosak. Mindez nagy hatással volt az ifjú Davidre, aki a könyvek mohó olvasójává vált, ugyanakkor szeretett a vidéki tájakon barangolni, szerette az állatokat, növény- és kőzetmintákat gyűjtött. Neil Livingstone attól tartott, hogy a tudományos könyvek aláaknázzák keresztény hitét, ezért a vallásos témájú könyvek olvasását erőltette, de Davidet a természet és a tudomány iránti mély érdeklődése a vallás és a tudomány közötti kapcsolat kutatásának irányába vezette. Amikor 1832-ben elolvasta tanárának, Thomas Dicknek a könyvét, a Philosophy of a Future State-et (A jövő államának filozófiája), megtalálta azt a logikai összefüggést, mely a hitet és a tudományt összekapcsolja. A Biblia mellett talán ez a könyv tette rá a legnagyobb filozófiai hatást.
Ifjúkorának meghatározó személyisége volt még Thomas Burke, egy blantyre-i evangélista és David Hogg, vasárnapi iskolai tanító. Tizenkilenc éves korában David és apja otthagyta a Skót Egyházat és helyi prédikátorok, mint például Ralph Wardlaw hatására belépett a helyi Kongregacionalista Egyházba. Amerikai egyházmegújító tanítások és Karl Gützlaff könyvének hatására „Appeal to the Churches of Britain and America on behalf of China” (Felhívás Britannia és Amerika egyházaihoz a kínaiak épülésére) sikerült apját meggyőznie, hogy orvosi tanulmányai majd segítenek neki vallásos céljai elérésében.
A tízéves korától huszonhat éves koráig a gyapotmalomban szerzett tapasztalatai szintén fontosak voltak. A monoton munka szükséges volt az elszegényedett család eltartásához, de ugyanakkor kitartást és állóképességet is adott neki, valamint természetes együttérzésre nevelte mindazokkal szemben, akik fizikai munkát végeznek.

### Tanulmányai
Livingstone Blantyre falusi iskolájába járt a gyapotmalomban dolgozó szülők gyerekeivel együtt, a továbbtanulásában családja erőteljesen támogatta. Miután 1834-ben elolvasta Gützlaff felhívását kínai missziók létrehozására, pénzt kezdett gyűjteni, és 1836-ban beiratkozott a glasgow-i Anderson Főiskolára, melyet azért alapítottak, hogy a tudományt és technológiát az átlagemberek gyermekei számára is elérhetővé tegyék. Az egyetemen ógörögöt és teológiát tanult. Emellett részt vett a Wardlaw által tartott hitoktatásban is; Wardlaw a rabszolgatartás elleni kampány vezetője volt. Nem sokkal ezután felvételét kérte a Londoni Misszionárius Társaságba (LMS), ahová felvették, de feltételül szabták a misszionáriusi képzését. Orvosi tanulmányait Londonban folytatta, emellett Essexben az LMS felügyelete mellett lelkipásztornak tanult. Mély benyomást keltő személyisége ellenére gyenge prédikátor volt, és az LMS el is utasította volna, ha az igazgató nem adott volna neki még egy esélyt a tanfolyam elvégzésére.

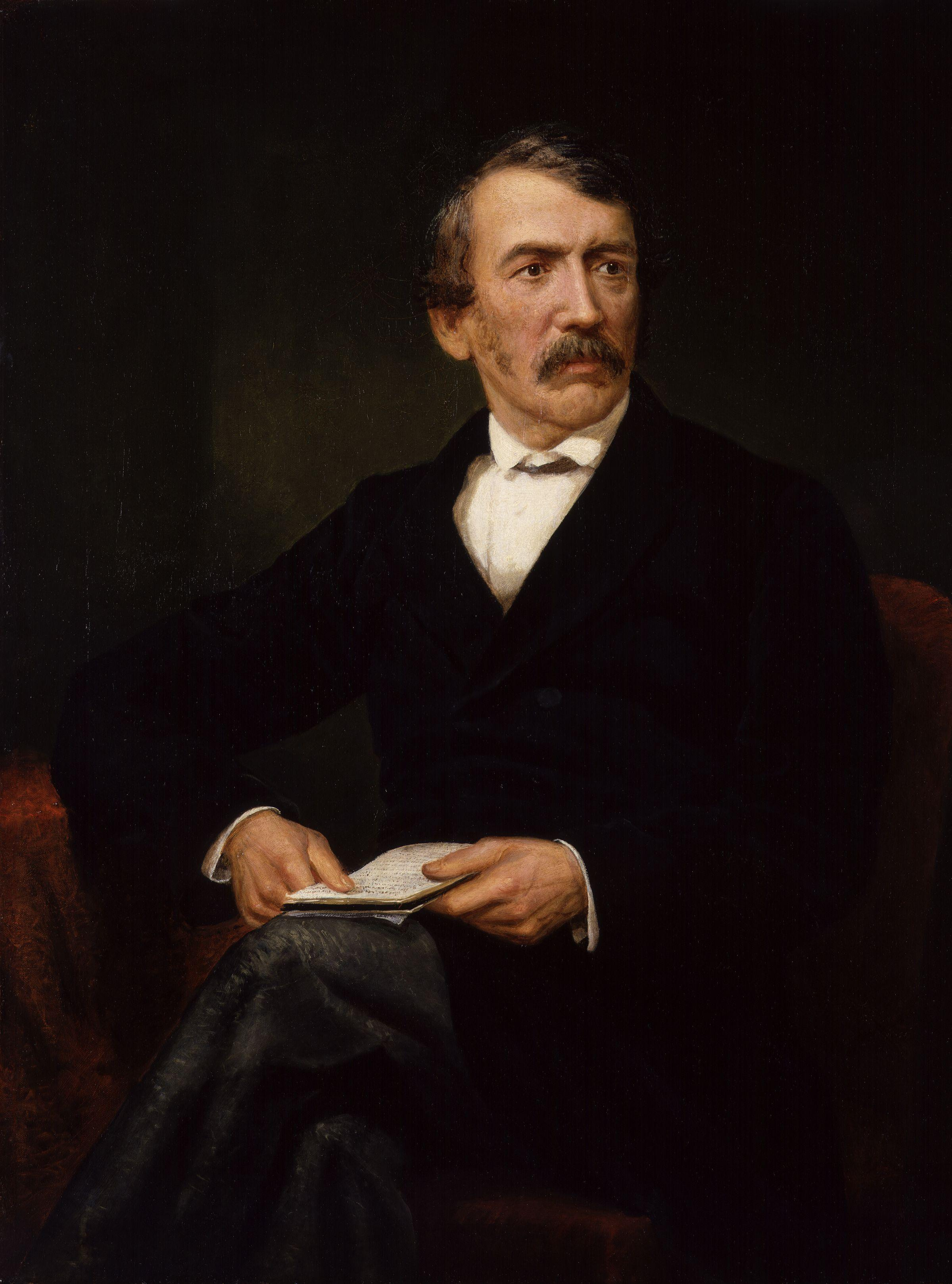
Frederick Havill festménye

Livingstone misszionáriusként Kínába szeretett volna utazni, de 1839 szeptemberében kitört az ópiumháború, ezért az LMS a Karib-térséget javasolta számára. 1840-ben, miközben még orvosi tanulmányait folytatta Londonban, találkozott Robert Moffattal, az LMS misszionáriusával, aki éppen Kurumanból, a Dél-afrikai Orange-folyótól északra fekvő misszionárius telepről tért haza szabadságra. Moffat elképzelésétől fellelkesítve, mely a misszionárius munka észak felé terjedését vetítette előre, valamint a rabszolgaság eltörléséért harcoló Thomas Fowell Buxton érveire hallgatva, melyek szerint az afrikai rabszolga-kereskedelem a legális kereskedelem és a kereszténység terjesztése útján megszüntethető, Livingstone ambíciói Dél-Afrika felé fordultak. Nagy hatást tett rá Moffat véleménye, mely szerint ő az ideális személy arra, hogy a Becsuánaföldtől északra fekvő, még misszionáriusok által be nem járt területeket felderítse.

## Misszionárius tevékenysége Dél-Afrikában
Livingstone-t az LMS Kurumanba helyezte ki, ahová 1840 decemberében indult útnak, és 1841 júliusában érkezett meg. Megérkezésekor Livingstone-nak csalódást okozott a falu és a keresztény bennszülött lakosság váratlanul kis mérete. Moffat húszévi munkája után csak mintegy húsz hittérítő és egy 350 fős gyülekezet volt a környéken. Úgy okoskodva, hogy a hittérítés valószínűbb, ha a misszionáriusok maguk is áttért bennszülöttek, gyorsan elfogadta Rogers Edwards misszionárius terveit, hogy északabbra tegyék át missziójuk helyszínét. Miközben 1844-ben egy új missziós állomást szervezett meg Mabotswánál a kgatla emberek között, egy oroszlán súlyosan megmarta, mely akár halálát is okozhatta volna, ha egy helyi tanár, aki maga is súlyosan megsérült, el nem vonja az állat figyelmét. Sérüléseikből mindketten felépültek, de Livingstone karja részlegesen megbénult, és emiatt egész hátralévő életében fájdalmai voltak.
Robert Moffat 1843 decemberében érkezett meg Kurumanba családjával. Röviddel ezután, 1845. január 2-án Livingstone feleségül vette Moffat idősebbik lányát, Maryt. A lány szintén skót volt, de négyéves kora óta Afrikában élt. Miután kollégájával megromlott a viszonya, megvált Edwardstól, és egy távoli állomáshelyre költözött, Chonuanebe, a Sechele főnök által vezetett kwena emberek közé, majd végül 1847-ben a környékbeli aszály hatására Kolobengbe települt át. Miután Livingstone ragaszkodott hozzá, felesége – terhessége és családja tiltakozása ellenére – követte útjaira. 1847 májusában Mary egy kislánynak adott életet. Mary iskolát alapított Kolobengben, miközben Livingstone az általa tökéletesen elsajátított csvana nyelv filológiai elemzésével volt elfoglalva. Livingstone pályájának első és egyetlen keresztény hitre tért bennszülöttje Sechele volt, aki – miután legidősebb felesége kivételével minden feleségéről lemondott – megkeresztelkedett, bár később megtagadták tőle a szent jegyek vételét, amikor korábbi feleségeinek egyikét visszavette. Livingstone mindig is hangsúlyozta a helyi szokások, hiedelmek megértésének fontosságát, valamint a hittérítés szükségességét, bár állandóan súlyos nehézségekkel küszködött, amikor misszionáriusnak alkalmas alanyt keresett. Livingstone egyre inkább csalódott a bevált misszionárius eljárásokban, és hajlamos volt új, nem konvencionális módszerek alkalmazására. Új módszerei bevezetése során felismerte, hogy egyre növekvő családja (felesége mellett leánya, Agnes és fiai, Robert és Thomas) akadályozza munkájában, ezért 1849-ben visszaküldte őket Kurumanba, mivel a kontinens belseje felé tervezett további utakat. A későbbiekben Mary és a gyerekek visszatértek Angliába, de a Zambézi-expedícióra ismét Afrikába érkeztek.

## Afrika déli és középső részeinek kutatása

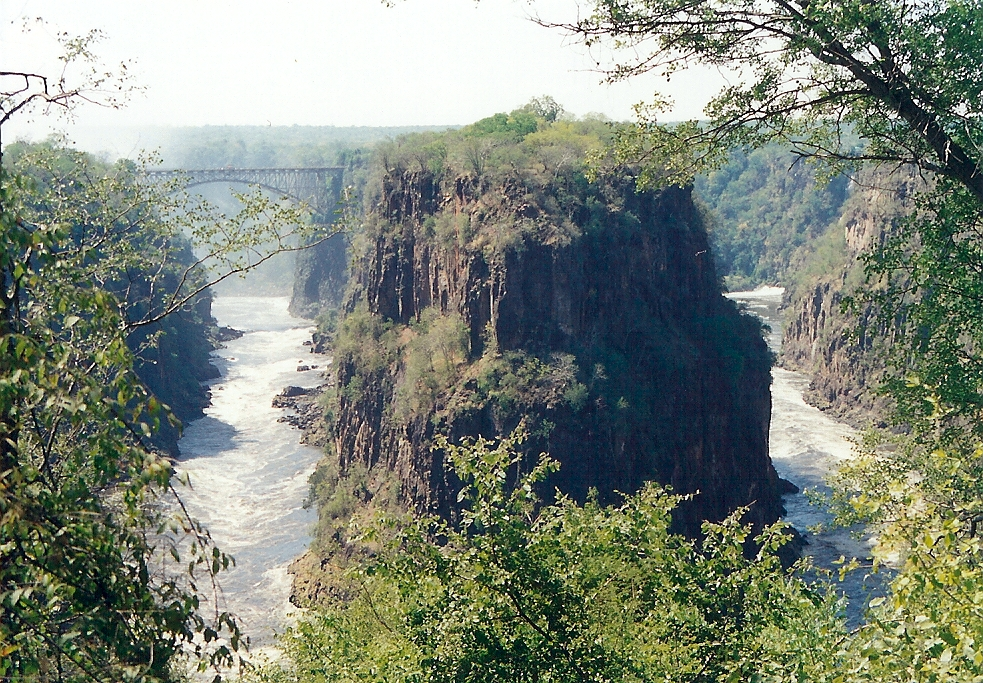
Mosi-oa-Tunya

Miután az aszály miatt a Kolobengben lévő missziót be kellett zárni, 1852-56-ban északabbra fekvő területekre helyezte át kutatásait. Ő volt az első európai, aki megpillantotta a „Mosi-oa-Tunya”-t (robajló füst), azt a vízesést, melyet a brit uralkodó tiszteletére Viktória-vízesésnek nevezett el.
Livingstone volt az első fehér emberek egyike, aki keresztülvágott Afrikán, az Atlanti-óceán partján fekvő Luandától az Indiai-óceán partján, a Zambézi torkolata közelében fekvő Qualimaneig. A korábbi kísérletek ellenére, melyekben különösen a portugálok jártak élen, Afrika középső részén az európaiaknak nem sikerült az átkelés, mivel érzékenyek voltak a kontinens belső területein előforduló maláriára, vérhasra és álomkórra, melyek miatt igásállatot sem tudtak használni. Akadályt jelentett még a helyi törzsek ellenállása is.
Livingstone felfedezői módszerei és szemléletmódja nagy előnyt jelentettek számára a törzsi vezetőkkel való kapcsolatában, és abban, hogy biztosítsa őket arról, hogy nem jelent számukra fenyegetést. Általában minimális kísérettel utazott, míg más expedíciókat jelentős, fegyveres katonai erő és sok teherhordó kísért, emiatt azok inkább fegyveres portyázóknak vagy rabszolga-befogóknak tűntek, semmint békés expedíciónak. Livingstone legtöbb útja során csak néhány szolgával és teherhordóval utazott, az utánpótlást cserekereskedelemmel szerezte meg, védelmükre csak néhány lőfegyver szolgált. A kereszténységet terjesztette, de nem erőltette rá azokra, akik nem akarták meghallgatni; megértette a helyi vezetők módszereit és sikeresen tárgyalt velük, ezért útja során szívesen segítettek neki.
Livingstone támogatta az Afrika közepén élő népekkel való kereskedelmet és keresztény missziók létesítését. Mottója, mely a Viktória-vízesésnél felállított szobrának talapzatán is látható „Kereszténység, kereskedelem és civilizáció” volt. Elképzelése szerint ezeknek a céloknak az eléréséhez a kulcs a Zambézi hajózhatóvá tétele volt, mivel ez jelenthetett volna országutat a kontinens belsejébe. Hogy támogatást szerezzen elképzelései megvalósításához, visszautazott Nagy-Britanniába, és kiadta utazásairól szóló könyvét, mely a kor egyik vezető felfedezőjeként meghozta számára a hírnevet.
Úgy gondolván, hogy elhivatottságot sokkal inkább a kutatás semmint a misszionárius munka iránt érez (ebben a hitében megerősítette felfedezéseinek kedvező fogadtatása, valamint tervezett további expedícióinak támogatása), 1857-ben visszavonult a Londoni Misszionárius Társaságtól.

### A Zambézi-expedíció
A brit kormány támogatta elképzeléseit, így Livingstone a Zambézi-expedíció vezetőjeként tért vissza Afrikába, célja Délkelet-Afrika természeti erőforrásainak feltárása és a Zambézin át vezető út megnyitása volt. Sajnos, mint kiderült, a Cabora Bassa zúgók felett a folyó teljesen hajózhatatlan.
Az expedíció 1858 márciusától 1864 közepéig tartott. Livingstone tapasztalatlan vezető volt, gondjai akadtak egy ilyen nagy léptékű vállalkozás irányításával. A vállalkozásban részt vevő Thomas Baines festőt lopás vádjával (melyet Baines határozottan tagadott) elbocsátotta az expedícióból. Felesége, Mary 1863. április 29-én maláriában meghalt, de Livingstone folytatta az expedíciót, majd 1864-ben hazatért, amikor a brit kormány végül lefújta az expedíciót. A korabeli újságok kudarcnak minősítették a Zambézi-expedíciót, emiatt Livingstone-nak nagy nehézségeket okozott források előteremtése további Afrika-kutatásaihoz. Ennek ellenére a Zambézi-expedícióban részt vevő tudósok, John Kirk, Charles Meller, és Richard Thornton nagy mennyiségű növénytani, ökológiai, geológiai és néprajzi anyaggal járultak hozzá Nagy-Britannia tudományos intézményeinek gyűjteményeihez.

### A Nílus forrása
1866 januárjában Livingstone visszatért Afrikába, ezúttal azonban Zanzibárba, ahonnan a Nílus forrásának felkutatására indult útnak. Richard Francis Burton, John Hanning Speke és Samuel White Baker korábban már vagy az Albert-tavat vagy a Viktória-tavat jelölte meg a Nílus forrásaként (bár akkoriban még súlyos viták folytak erről a kérdésről), mely csak részben volt helyes, mivel a Nílus a Burundi hegyekből ered a Tanganyika-tó és a Viktória-tó között. Miután Livingstone megtalálta a Lualaba-folyót, úgy vélte, hogy ez az igazi Nílus, de ez valójában a Kongó felső folyása volt.

### Földrajzi felfedezések
Bár Livingstone tévedett a Nílus forrásával kapcsolatosan, számos fontos földrajzi felfedezést tett, ezek a Ngami-tó, a Malawi-tó, a Bangweulu-tó valamint a már korábban felfedezett Viktória-vízesés. Részletesen leírta a Tanganyika-tavat, a Mweru-tavat és számos folyó teljes szakaszát, különösképpen a Zambézi felső folyását, megfigyelései segítségével lehetőség adódott korábban fehér foltként jelzett területek feltérképezésére. Ennek ellenére a legészakibb pont ameddig eljutott a Tanganyika-tó északi vége volt, még mindig az egyenlítőtől délre, és Ntagwen túl nem hatolt be a Kongó esőerdeibe.
Felfedezéseiért Livingstone megkapta a Brit Királyi Földrajzi Társaság aranyérmét, a társaság felvette tagjai sorába, mely miatt élete további részében erős kötődése volt a társasággal.

## Livingstone és a rabszolgaság
„És ha a szörnyűséges ujiji rabszolgasággal kapcsolatos, általam feltárt tények esetleg a keleti parti rabszolga-kereskedelem visszaszorításához vezetnek, azt sokkal jelentősebb ügynek fogom tekinteni, mint a Nílus összes forrásának felfedezését” – írta Livingstone a New York Herald szerkesztőjéhez küldött levelében.

Livingstone levelei, könyvei és naplói felkeltették a közvélemény támogatását a rabszolgaság eltörlésére; ennek ellenére megalázó függésben maradt azoknak a rabszolga-kereskedőknek a támogatásától, akiknek az üzletét meg akarta szüntetni. Mivel nem volt jó vezető, utolsó expedíciójára szakértői támogatás nélkül magára maradt, néhány szolgával és teherhordóval. Ugyanakkor nem alkalmazta a saját utat járó, magányos felfedezők, pl. Henry Morton Stanley, brutális módszereit, mivel kísérőit meg akarta tartani és biztosítani akarta saját ellátását. Ezen okok miatt 1867-től elfogadta Mohamad Bogharib és Mohamad bin Saleh segítségét és vendégszeretetét, akik, mint azt maga Livingstone írja naplójában, rabszolga-kereskedők voltak. Ők viszonzásul élvezték Livingstone befolyását a helyieknél, mely megkönnyítette bin Saleh Kezembe főnök fogságából való elengedését.
Livingstone nagyon megharagudott, amikor megtudta, hogy teherhordóit felváltó, Ujijiből küldött emberek között rabszolgák is voltak.

## Betegsége és halála

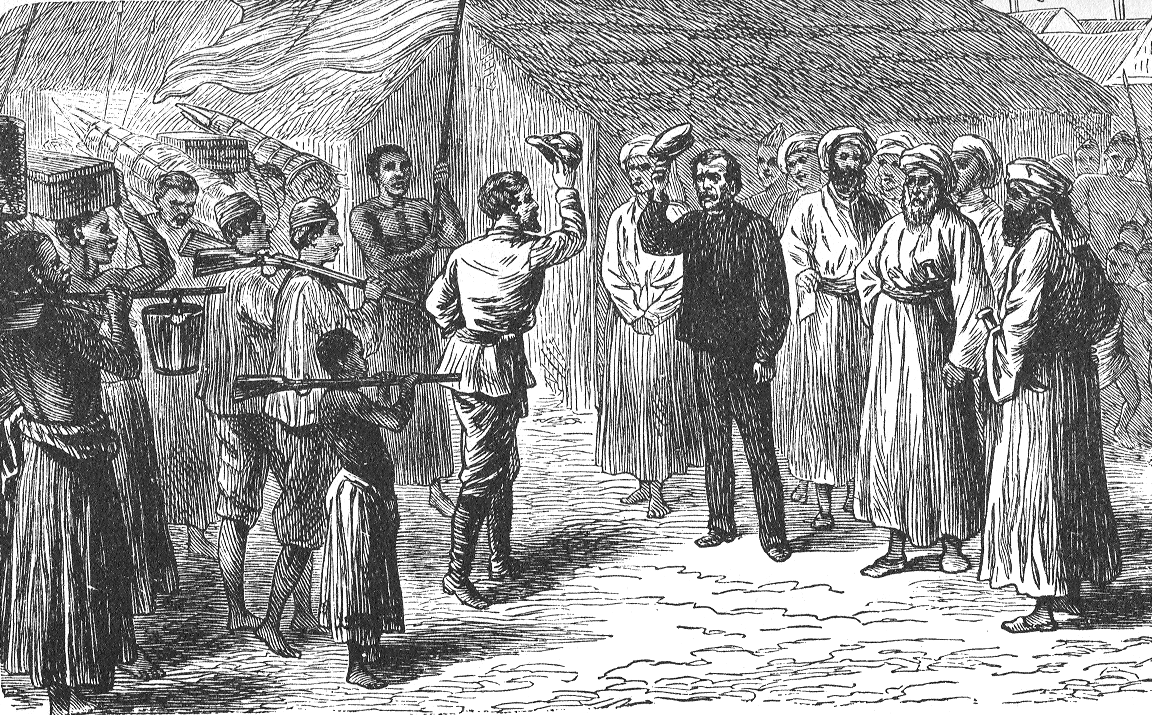
Henry Morton Stanley 1871. november 10-én találkozik David Livingstone-nal

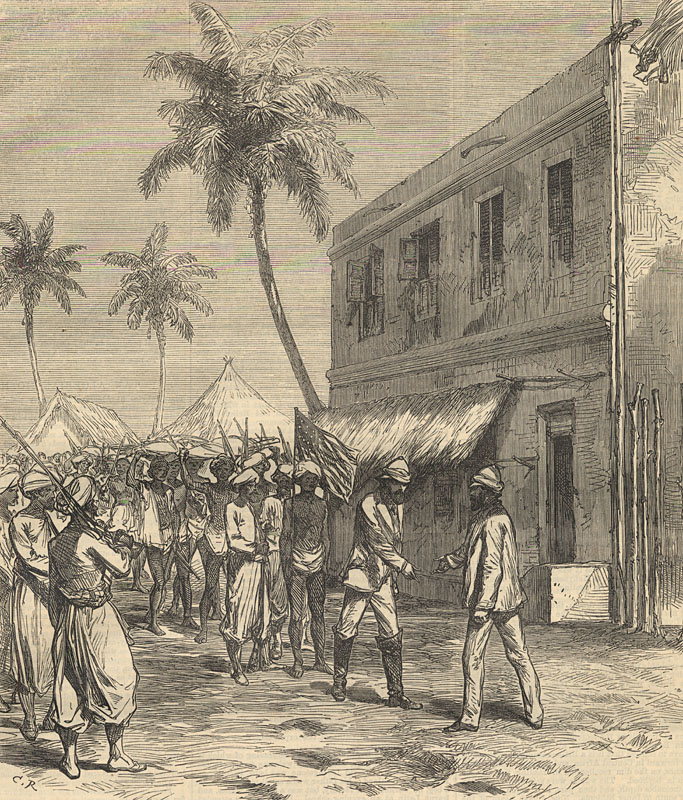
Henry Morton Stanley találkozása David Livingstone-nal (The Illustrated London News, 1872)

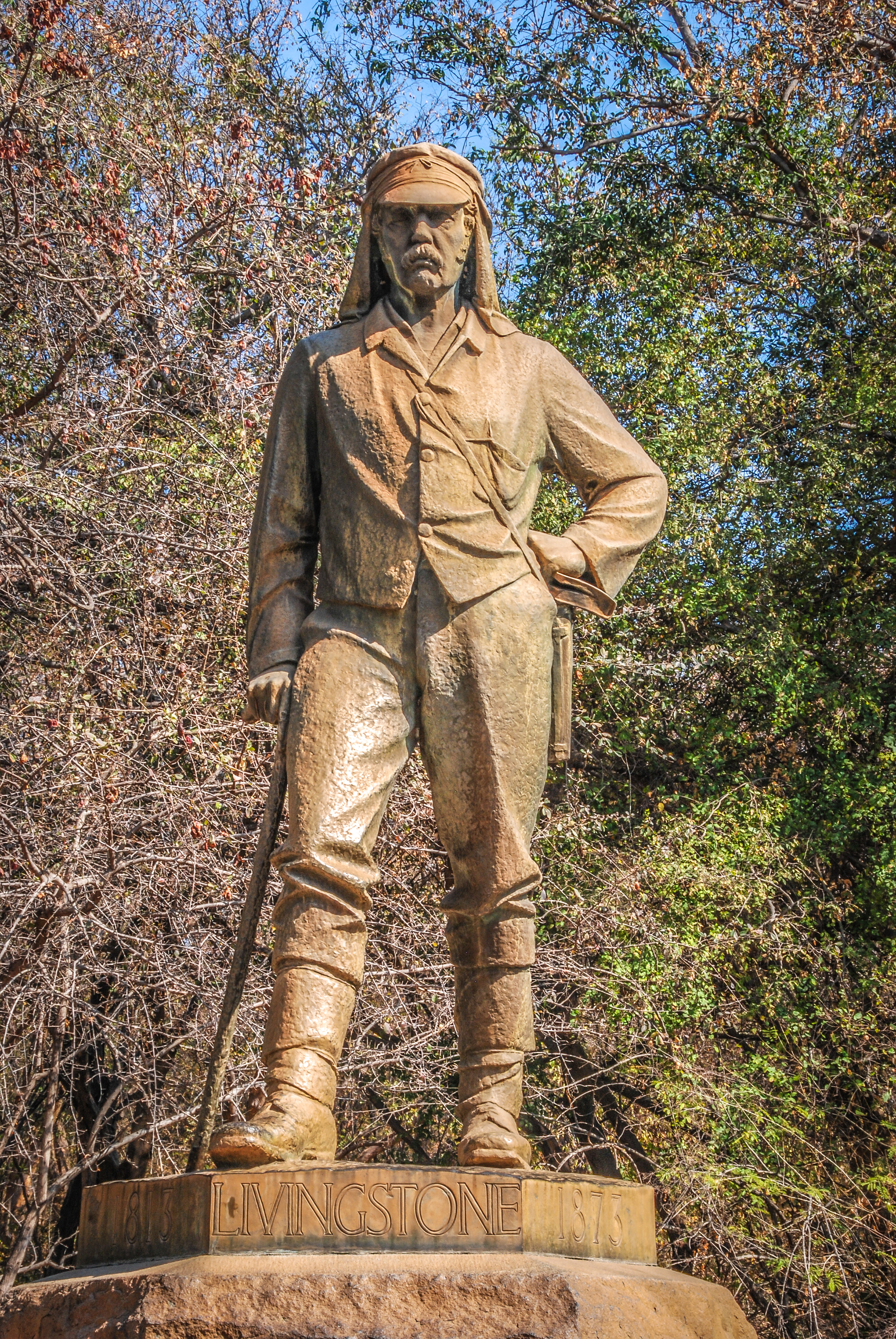
David Livingstone emlékműve a Viktória-vízesésnél a zimbabwei oldalon

1865 után Livingstone kapcsolata a külvilággal hat évre teljesen megszakadt, élete utolsó négy évében többnyire beteg volt. 44 levele közül csak egy jutott el Zanzibárba. Henry Morton Stanley, akit a New York Herald újság küldött felkutatására 1869-ben, a Tanganyika-tó partján fekvő Ujiji városában talált Livingstone-ra 1871. november 10-én, ekkor hangzott el a híres mondat: „Dr Livingstone, nemdebár?” Lehet, hogy ezek a híres szavak csak kitaláltak, mivel Stanley a találkozásról szóló részeket kitépte naplójából. Magának Livingstone-nak a találkozásról szóló beszámolója sem említi ezt a mondatot. Akárhogyan is volt, a New York Herald 1872. augusztus 10-én megjelent szerkesztőségi cikke ezeket a szavakat említi, továbbá az Encyclopaedia Britannica valamint az Oxford Dictionary of National Biography is úgy idézi, hogy nem vonja kétségbe érvényességét.
Egyes burundi források szerint a híres találkozó Bujumburától 12 km-re délre történt, azon a helyen, ahol ma a Livingstone-Stanley emlékmű áll, valójában azonban az emlékmű annak a helynek állít emléket, amelyet első találkozójuk után 15 nappal látogattak meg a Tanganyika-tó északi végéhez vezetett közös expedíciójuk során. Az expedíció Stanley-nek a következő év márciusában történt távoztával ért véget.
Stanley minden rábeszélése ellenére Livingstone nem akarta elhagyni Afrikát, amíg küldetését be nem fejezte. Betegsége zavarttá tette, életének vége felé ítélőképessége is megromlott. Felkutatta a Lualaba-folyót, és mivel nem találta kapcsolatát a Nílussal, visszatért a Bangweulu-tóhoz és mocsaraihoz, hogy megtalálja a feltételezése szerint a tóból északi irányban kilépő folyókat.
David Livingstone-t Zambiában a Bangweulu-tótól délkeletre, Ilalánál, Chitambo főnök falujában érte a halál 1873. május 1-jén. Halálának oka malária, valamint a vérhas következtében fellépő belső vérzés volt. Élete utolsó pillanatában ágya mellett térdelt és imádkozott. (Naplója szerint halálának napja május 1-je volt, de szolgái május 4-ét vésték a sírhelyén álló fa törzsébe.) Livingstone szívét egy mvula fa alá temették, azon a helyen, ahol meghalt, napjainkban itt áll a Livingstone-emlékmű. Testét és naplóját hűséges szolgái, Chuma és Susi vitték több mint ezer kilométeren át az Indiai-óceán partján fekvő Bagamoyóba. A Westminster apátságban helyezték örök nyugalomra.

## Livingstone öröksége
Az 1860-as évek végére Livingstone hírneve Európában már megfakult, melynek oka az általa felállított missziók sikertelensége, a Zambézi-expedíció kudarca, és a Nílus forrására vonatkozó elképzeléseinek rossz fogadtatása volt. Expedíciói nem szolgáltak a rend és a szervezettség példájául sem.
Hírnevét Stanley és újságja állította helyre, valamint Livingstone szolgáinak hűsége, akiknek Livingstone holttestével tett hosszú útja bámulatot váltott ki. Naplójának nyilvánosságra hozatala konok eltökéltségről tett tanúbizonyságot, szenvedései ellenére.
Földrajzi felfedezései az egyetemes tudást gyarapították. Életműve ösztönzőleg hatott a rabszolga-kereskedelem betiltására, a felfedezőkre és a misszionáriusokra. Feltárta Közép-Afrikát a misszionáriusok számára, akik elindították az afrikaiak oktatását és egészségügyét, valamint a kereskedelmet. Kivívta sok afrikai törzsfőnök és helyi ember tiszteletét, neve megkönnyítette közöttük és a britek közötti kapcsolatok kialakulását.
Részben ezeknek a kapcsolatoknak eredményeképpen, halála után ötven évvel gyarmati kormányzás alakult ki Afrikában, fehérek által lakott településeket alapítottak, melyek egyre inkább a kontinens belseje felé terjeszkedtek.
Paradox módon, újabb ötven év elteltével, örökségének két további aspektusa segített a gyarmati korszaknak különösebb vérontás nélkül véget vetni. Livingstone részt vett a brit evangélista és nonkonformista mozgalomban, mely a 19. században megváltoztatta a nemzet gondolkodását az „alantasabb fajok” irányításának Isten által adott jogáról az etnikai szempontokat is figyelembe vevő külpolitika felé, mely, más tényezőkkel együtt, hozzájárult a Brit Birodalom megszűnéséhez. Emellett a Livingstone által fellelkesített emberek alapította missziókban tanult afrikaiak álltak a nemzeti függetlenségi mozgalmak élére Közép-, Kelet- és Dél-Afrikában.

## Családja
Miközben Livingstone óriási hatással volt a brit birodalomra, családi életével fizetett érte. Távollétei során gyermekei apa nélkül nőttek fel, felesége, Mary maláriában halt meg, miközben őt követte Afrikában. Hat gyermeke volt: Robert, aki az amerikai polgárháborúban vesztette életét; Agnes, Thomas, Elizabeth (aki születése után két hónappal halt meg), William (akinek beceneve Zouga volt, arról a folyóról, amelynek partján született) és Anna Mary. Élete vége felé egy dolgot sajnált, hogy nem töltött több időt gyermekeivel.
Livingstone munkáit az Archives of the University of Glasgow (Glasgow-i Egyetemi Levéltár) őrzi.

## Tiszteletére elnevezett állatfajok
A Livingstone után élt felfedezők és taxonómusok több fajt is elneveztek róla, így adózva az elismert tudós munkásságának.
Az ő nevét viseli a Livingstone-turákó (Tauraco livingstonii), a Livingstone-császárlégykapó (Erythrocercus livingstonei), valamint a Livingstone-repülőkutya (Pteropus livingstonii) , továbbá néhány a Cichlidae családba tartozó halfaj is, mint a Nimbochromis livingstonii vagy a Maylandia livingstonii.

## Róla szóló művek magyarul
- Dél-Afrikai utazások és felfedezések. Különös tekintettel Magyar László, Livingston Dávid, stb. utazásaira; összeáll. Sámi Lajos; Ráth, Bp., 1885 (A magyar nemzet családi könyvtára)
- Szabó Aladár: Livingstone Dávid utazásai és felfedezései; Hornyánszky Ny., Bp., 1895 (Koszorú. Népies kiadványok)
- Livingstone Dávid, Afrika hőse; ford. Szabó Zsigmond; Londoni Vallásos Traktátus-Társulat, Bp., 1923
- Harry Anderson: Livingstone nyomdokain; Vallásos Iratok Nemzetközi Kiadóhivatala és Ny., Bp., 1934
- Horváth Jenő: Livingstone, az élő kő; Református Külmissziói Szövetség, Bp., 1935 (Missziói füzetek)
- Henry Morton Stanley: Hogyan találtam meg Livingstonet; ford. Juhász Vilmos; Officina, Bp., 1944 (Officina könyvtár)
- Bodoky Richárd: Livingstone; Móra, Bp., 1966
- Krizsán László: "Homo Regius" Afrikában. Emlékezés David Livingstone halálának 100. évfordulójára; MTA KESZ, Bp., 1975 (Tanulmányok a fejlődő országokról)